# Album (musikalbum av Quorthon)
Album är det första soloalbumet av Bathoryss frontman Quorthon från 1994 utgivet på Black Mark Production.

## Låtlista
1. "No More and Never Again" – 3:37
2. "Oh No No" – 6:00
3. "Boy" – 8:47
4. "Major Snooze" – 2:46
5. "Too Little Much Too Late" – 4:00
6. "Crack in My Mirror" – 6:42
7. "Rain" – 5:50
8. "Feather" – 5:50
9. "Relief" – 5:45
10. "Head Over Heels" – 6:03

## Banduppsättning
- Quorthon - alla instrument och texter